# Villa Choisi

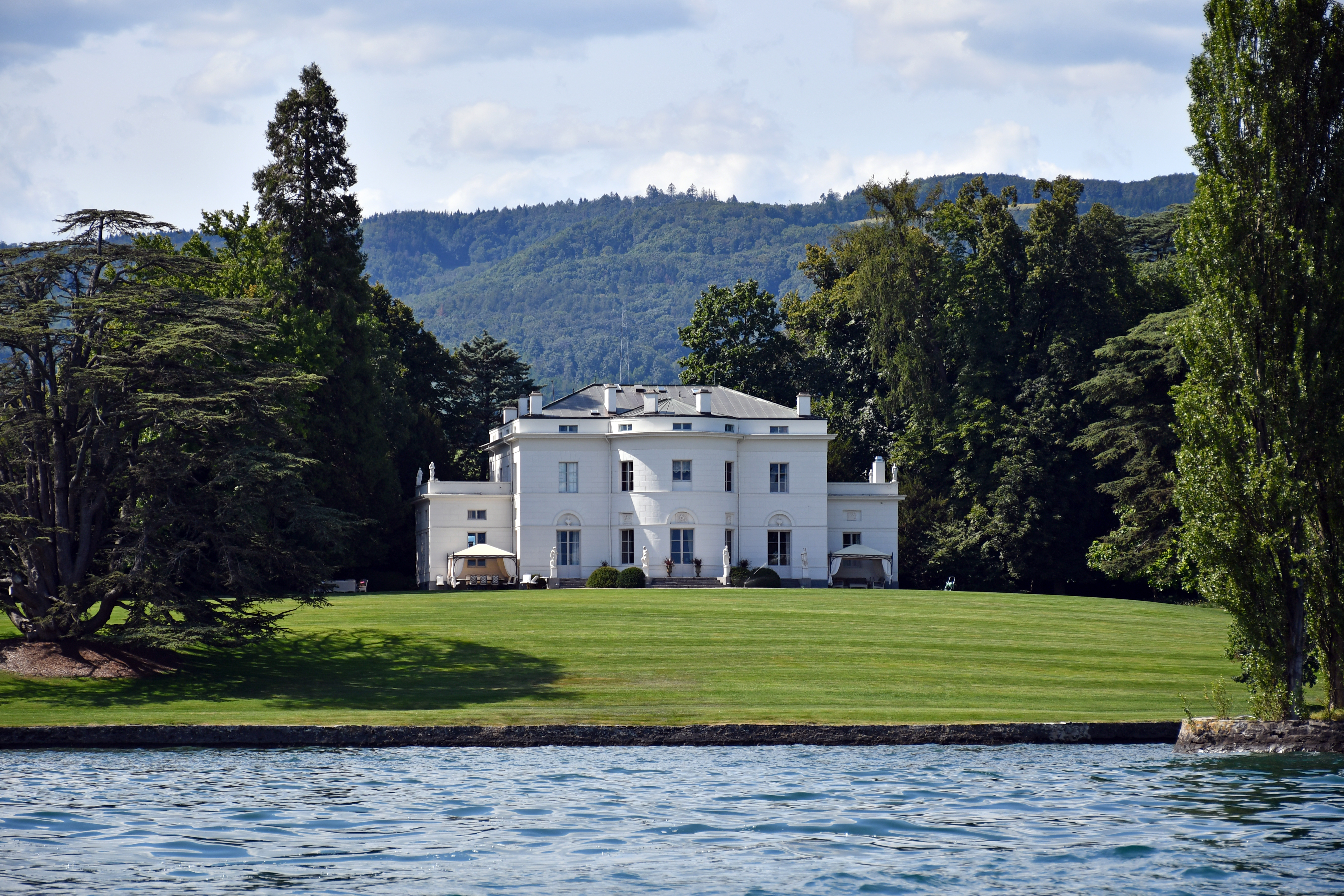
Herrschaftshaus Villa Choisi

Die Villa Choisi ist ein herrschaftliches Wohnhaus mit einer umfangreichen Parkanlage am Genfersee. Sie liegt in der Waadtländer Gemeinde Bursinel, südwestlich der Stadt Rolle, in der Schweiz.
Die Domäne hat eine Fläche von etwa 15 Hektaren. Sie erstreckt sich über eine Länge von fast einem Kilometer am Ufer des Genfersees und zählt somit zu den grössten privaten Anlagen am See. Sie umfasst neben dem herrschaftlichen Haus ein System von Alleen, einen Pflanzgarten, einen Bauernhof, einen privaten Bootshafen sowie eine kleine, 1930 künstlich aufgeschüttete Insel im See, die Île de Choisi, die zu den wenigen Inseln im Genfersee zählt. Das Hauptgebäude ist im kantonalen Inventar der Baudenkmäler und in der Liste der Kulturgüter von nationaler Bedeutung im Kanton Waadt aufgeführt.
Die Villa Choisi wurde von 1825 bis 1828 im Auftrag des Kaufmanns Armand Delessert, der aus der alten, in Frankreich erfolgreich tätigen Waadtländer Handels- und Bankiersfamilie Delessert stammte, im klassizistischen Stil erbaut. Die Baupläne stammten vom Architekten Luigi Bagutti, errichtet wurde das Gebäude vom Baumeister Samuel Noblet. Das Haus ist mit Reliefs, Statuen und Bauornamentik ausgestattet.
Das auffällig am weiten, offenen Seeufer gelegene Gebäude hat Reisende und auch Künstler immer wieder beeindruckt. Jean DuBois hat es im Jahr 1829 zeichnerisch festgehalten. Die Parkanlage und das Hauptgebäude sollen, so wie das Genferseegebiet um Nyon allgemein, den belgischen Comiczeichner Hergé für eine Landschaftsszenerie im Comicband Der Fall Bienlein inspiriert haben.
Im Jahr 1946 diente der Ort auf Einladung des neuen Besitzers, eines Genfer Bankiers, Winston Churchill während seiner Schweizerreise für einen Erholungsaufenthalt.